# Clarence Irving Lewis
Clarence Irving Lewis   (Stoneham, 12 d'abril de 1883 - Menlo Park, 3 de febrer de 1964), usualment esmentat com a C. I. Lewis, va ser un filòsof i catedràtic estatunidenc, fundador del pragmatisme conceptual. Primer va destacar com a lògic, després es va decantar per l'epistemologia i, durant els últims vint anys de la seva vida, va escriure força sobre ètica.

## Obres
- 1918. A Survey of Symbolic Logic, reimpreso en 1960.
- 1929. Mind and World Order: Outline of a Theory of Knowledge. Reimpresión de 1956.
- 1932. Symbolic Logic (con Cooper H. Langford). Reimpresión de 1959.
- 1946. An Analysis of Knowledge and Valuation. Open Court.
- 1955. The Ground and Nature of the Right. Columbia University Press.
- 1957. Our Social Inheritance. Indiana University Press.
- 1969 (John Lange, ed.). Values and Imperatives: Studies in Ethics. Stanford University Press.
- 1970 (Goheen, J. D. y J. L. Mothershead, Jr., eds.). Collected Papers. Stanford University Press.